# Frank Clark
Frank Dominick Clark (14 de junio de 1993) es un jugador profesional estadounidense de fútbol americano que juega en la posición de defensive end y actualmente milita en los Kansas City Chiefs de la National Football League (NFL).

## Biografía
Clark asistió a la preparatoria Glenville High School en Cleveland, Ohio, donde practicó fútbol americano y atletismo. Al finalizar la preparatoria, fue considerado como un recluta tres estrellas en la posición de outside linebacker por Rivals.com.
Posteriormente, asistió a la Universidad de Míchigan donde jugó con los Michigan Wolverines desde 2011 a 2014. Como estudiante de primer año en 2011, Clark tuvo una intercepción que preparó uno de los dos touchdowns de Michigan en el Sugar Bowl el 3 de enero de 2012 contra Virginia Tech. En 2012, antes del primer partido de la temporada contra Alabama, Clark fue suspendido del equipo por allanamiento de morada en segundo grado y presunto robo de una MacBook Air, aunque se le permitió regresar a la práctica unas semanas después. Finalmente se declaró culpable del delito después de desaparecer una semana. Estaba sujeto a un castigo de no más de 15 años de prisión y una multa de $3,000, pero fue elegible para ser sentenciado bajo la Ley de Aprendices Juveniles de Holmes, que eliminaría el expediente al cumplir con los requisitos de libertad condicional.
En 2013, después de la temporada regular, fue nombrado al segundo equipo All-Big Ten por los entrenadores y una mención de honor en la selección de los medios. El 16 de noviembre de 2014, Clark fue arrestado por violencia doméstica y despedido del equipo de fútbol.

## Carrera

### Seattle Seahawks
Clark fue seleccionado por los Seattle Seahawks en la segunda ronda (puesto 63) del draft de 2015. Con su selección se unió a la defensa de Legion of Boom después de apariciones consecutivas en el Super Bowl. Pasó la temporada 2015 como ala defensiva reserva detrás de Michael Bennett y Cliff Avril, y terminó la temporada regular de 2016 con 47 tacleadas, 10 capturas (sacks) y dos balones sueltos forzados en 15 encuentros.
En la temporada 2017, terminó con nueve capturas, 32 tacleadas totales, dos pases defendidos y dos balones sueltos forzados. En la Semana 6 de la temporada 2018, Clark registró 2.5 capturas sobre el mariscal de campo Derek Carr junto con cuatro tacleadas en la victoria por 27-3 sobre los Oakland Raiders, lo que le valió ser nombrado como Jugador Defensivo de la Semana de la NFC. Terminó la temporada con 41 tacleadas combinadas, 13 capturas, dos desvíos de pase, una intercepción y tres balones sueltos forzados en 16 aperturas. El 4 de marzo de 2019, los Seahawks colocaron la etiqueta de franquicia en Clark.

### Kansas City Chiefs
El 23 de abril de 2019, Clark fue transferido a los Kansas City Chiefs junto con la selección de tercera ronda de los Seahawks en el Draft de la NFL de 2019, a cambio de las selecciones de la primera y tercera ronda de los Chiefs en el draft de 2019 y una selección condicional de la segunda ronda. Después del intercambio, firmó un contrato de cinco años por valor de 105,5 millones de dólares con 63,5 millones garantizados. Clark hizo su debut con los Chiefs en la Semana 1 contra los Jacksonville Jaguars. En el juego, Clark hizo una tacleada e interceptó al mariscal de campo Gardner Minshew en la victoria por 40-26. En la Semana 3 contra los Baltimore Ravens, registró su primera captura de la temporada sobre Lamar Jackson en la victoria por 33-28.
En la Ronda Divisional de la postemporada contra los Houston Texans, Clark capturó a Deshaun Watson tres veces durante la victoria 51-31. En el Juego de Campeonato de la AFC contra los Tennessee Titans, hizo una captura que terminó con Ryan Tannehill en un cuarto intento al final del último cuarto para sellar una victoria de los Chiefs por 35-24. En el Super Bowl LIV contra los San Francisco 49ers, Clark registró una captura sobre Jimmy Garoppolo en un cuarto intento al final del último cuarto durante la victoria 31-20. Terminó la temporada regular con 37 tacleadas, ocho capturas, tres balones sueltos forzados y una intercepción, por lo que fue convocado al Pro Bowl por primera vez en su carrera.
En la temporada regular de 2020, Clark registró 29 tacleadas, seis capturas y un balón suelto recuperado en 15 juegos, por lo que fue convocado a su segundo Pro Bowl consecutivo.
En 2021, Clark registró 27 tacleadas, dos balones sueltos forzados y solo 4.5 capturas en 14 juegos como titular. Fue convocado a su tercer Pro Bowl consecutivo.

## Estadísticas generales
|  | Seleccionado al Pro Bowl |

| Año   | Equipo | Juegos | Juegos | Tacleadas | Tacleadas | Tacleadas | Tacleadas | Intercepciones | Intercepciones | Intercepciones | Intercepciones | Intercepciones | Intercepciones | Balones sueltos | Balones sueltos | Balones sueltos | Balones sueltos |
| Año   | Equipo | GP     | GS     | Comb      | Total     | Ast       | Sck       | PDef           | Int            | Yds            | Avg            | Lng            | TDs            | FF              | FR              | Yds             | TDs             |
| ----- | ------ | ------ | ------ | --------- | --------- | --------- | --------- | -------------- | -------------- | -------------- | -------------- | -------------- | -------------- | --------------- | --------------- | --------------- | --------------- |
| 2015  | SEA    | 15     | 0      | 16        | 15        | 1         | 3.0       | 2              | --             | --             | --             | --             | --             | 1               | 0               | --              | --              |
| 2016  | SEA    | 15     | 5      | 47        | 25        | 22        | 10.0      | 0              | --             | --             | --             | --             | --             | 2               | 1               | 27              | 0               |
| 2017  | SEA    | 16     | 12     | 32        | 19        | 13        | 9.0       | 2              | --             | --             | --             | --             | --             | 2               | 1               | 0               | 0               |
| 2018  | SEA    | 16     | 16     | 41        | 33        | 8         | 13.0      | 2              | 1              | 26             | 26.0           | 26             | 0              | 3               | 2               | 0               | 0               |
| 2019  | KC     | 14     | 11     | 37        | 27        | 10        | 8.0       | 4              | 1              | 5              | 5.0            | 5              | 0              | 3               | 1               | 0               | 0               |
| 2020  | KC     | 15     | 15     | 29        | 21        | 8         | 6.0       | 2              | --             | --             | --             | --             | --             | 0               | 1               | 14              | 0               |
| 2021  | KC     | 14     | 14     | 22        | 15        | 7         | 4.5       | 0              | --             | --             | --             | --             | --             | 2               | 0               | --              | --              |
| Total | Total  | 105    | 73     | 224       | 155       | 69        | 53.5      | 12             | 2              | 31             | 15.5           | 26             | 0              | 13              | 6               | 41              | 0               |

Fuente: Pro-Football-Reference.com